# Quincy Antipas
Quincy Antipas (Harare, 20 aprile 1984) è un ex calciatore zimbabwese, di ruolo attaccante.

## Carriera

### Club
Dal 2008 al 2010 ha giocato nella seconda serie danese; dal 2010 gioca nella massima serie danese.
È considerato uno dei migliori giocatori a vestire la maglia del Hobro Idræts Klub

### Nazionale
Con la maglia della nazionale dello Zimbabwe ha disputato 9 partite senza mai segnare.